# 费希新萨托菌
费希新萨托菌（学名：Neosartorya fischeri）是属于散囊菌目发菌科新萨托菌属的一种真菌，可生长在土壤、谷物、加工食品、霉腐物等基物上。该种分布于中国、澳大利亚、加拿大、丹麦、荷兰、印度、日本、利比里亚、纳米比亚、尼日利亚、巴基斯坦、英国等地。
费希新萨托菌是费氏曲霉（Aspergillus fischerianus）的有性型。